# Erik Rhodes (aktor pornograficzny)
Erik Rhodes (ur. 8 lutego 1982 na Long Island, zm. 14 czerwca 2012 w Nowym Jorku) – amerykański aktor i reżyser gejowskich filmów pornograficznych, także kulturysta amator. Po debiucie w filmach dla dorosłych w 2004, Rhodes został ekskluzywnym modelem Falcon Studios i zaczął reżyserować filmy dla dorosłych dla Raging Stallion Studios, kiedy studio zostało przejęte przez Falcon w 2011. Poza pracą w pornografii, Rhodes był aktywny w nocnym życiu Nowego Jorku i kręgach celebrytów, był związany z projektantem mody Markiem Jacobsem.

## Życiorys

### Wczesne lata
Urodził się na Long Island, w południowo-wschodniej części stanu Nowy Jork. Miał identycznego brata bliźniaka, Jona. Jego rodzice rozwiedli się, gdy był dzieckiem. Wychowywał się Massapequa, w stanie Nowy Jork, w hrabstwie Nassau. Pracował w CVS i sex shopie, zanim podjął pracę jako striptizer i mężczyzna do towarzystwa, gdzie został odkryty przez rekrutera w studiu pornografii gejowskiej Falcon Entertainment.

### Kariera w branży porno
We wrześniu 2004, w wieku 22 lat zadebiutował w filmie Flesh (Ciało), zrealizowanym przez Studio 2000 w San Francisco. W 2004 podpisał kontrakt na wyłączność z wytwórnią Falcon Studios. Wziął udział w produkcjach w reżyserii Chi Chi LaRue – Super Soaked (2005) i Heaven to Hell (2005), a także w realizacji Rush And Release (2007) w reż. Matthew Rusha. Na początku 2011 rozpoczął zdjęcia w Raging Stallion Studios po połączeniu z Falcon Studios. Wyreżyserował także osiem tytułów dla Mustang Studios, w tym Worked Up (2011). Jego wideografia zawiera ponad 44 sceny nakręcone dla Falcon Studios, w tym Body Shop (2012) z Landonem Conradem, Markiem Dylanem i Trentonem Ducati.
Był na okładkach magazynów gejowskich takich jak „Unzipped” (w marcu 2005, w czerwcu 2008 i we wrześniu 2009), „Torso” (w listopadzie 2005 i w sierpniu 2007), „Blueboy” (w kwietniu 2006), „Men” (w kwietniu 2006, w styczniu 2007 i w grudniu 2007) i „Inches” (w kwietniu 2007 i w kwietniu 2008).
W 2006 otrzymał nominacje do nagrody Adult Erotic Gay Video Awards, a w 2007 był nominowany do Grabby Award w trzech kategoriach. W 2008 zdobył nominację do GayVN Award w kategorii „Najlepszy aktor porno roku”. 4 grudnia 2008 był nominowany do XBIZ Award w kategorii „Najlepszy aktor LGBT roku”.

### Działalność poza przemysłem porno
Rhodes był aktywny jako osoba towarzyska w gejowskim życiu nocnym w Nowym Jorku, a „The New York Times” opisał go jako „nieprawdopodobnego celebrytę w niektórych kręgach towarzyskich Nowego Jorku”. Był gościnnym barmanem w nowojorskim Splash Bar. W latach 2007–2008 brał udział w Nowojorskim Tygodniu Mody, w tym na pokazie Heatherette i Calvina Kleina. Był często opisywany przez Page Six i Gawker.
Wystąpił w kampanii reklamowej domu towarowego dla sklepu internetowego Loehmann’s.
Wystąpił w komediodramacie Justina Therouxa Dedykacja (Dedication, 2007) u boku Billy’ego Crudupa i Toma Wilkinsona. Zagrał postać ofiary, kontrahenta dilera w queerowym erotycznym filmie grozy L.A. Zombie (2010) z udziałem Tony’ego Warda, François Sagata, Francesco D’Macho, Matthew Rusha i Wolfa Hudsona, za który reżyser Bruce LaBruce odebrał nagrodę na Melbourne International Film Festival w kategorii „Najlepszy reżyser zagraniczny”.
Rhodes nagrywał własną muzykę i opublikował ją na swoim profilu w serwisie MySpace. Jednym z jego utworów był death-metalowy utwór „Forgive Me”.
Był kulturystą-amatorem. Stał się rozpoznawalny z olbrzymiej sylwetki i silnie rozwiniętej muskulatury.

## Życie prywatne
Rhodes nadal pracował jako eskorta, jednocześnie kręcąc filmy z Falconem i wyraził sceptycyzm co do branży gejowskiej rozrywki dla dorosłych w ostatnich latach swojego życia. Rhodes otwarcie opowiadał o swoich zmaganiach z zażywaniem narkotyków i zmaganiach z depresją oraz prowadził blog Erik Rhodes: A Romance with Misery, na którym często pisał o stosowaniu sterydów anaboliczno-androgennych i leków klubowych. Był także nosicielem wirusa HIV.
Był osobą otwarcie homoseksualną. Domniemanie związany z gejowską parą – byłą męską prostytutką Jasonem Prestonem i projektantem mody Markiem Jacobsem, chociaż Rhodes zaprzeczył, że ich związek miał charakter romantyczny lub seksualny. Przyjaźnił się z aktorem pornograficznym Samuelem Coltem. W latach 2008–2012 jego partnerem był Anthony, mieszkaniec Staten Island.

### Śmierć
Zmarł 14 czerwca 2012 o godz. 5.30 w wieku 30 lat podczas snu w swoim domu na Manhattanie w Nowym Jorku z powodu zatrzymania akcji serca. Został skremowany na prośbę rodziny.

## Nagrody i nominacje
| Rok  | Nagroda                             | Kategoria                           | Film                                                             | Inni wykonawcy | Rezultat  |
| ---- | ----------------------------------- | ----------------------------------- | ---------------------------------------------------------------- | --- | --------- |
| 2006 | Hookies International Escort Awards | Najlepsza gwiazda porno z eskortu   | –                                                                | – | Wygrana   |
| 2006 | Grabby Award                        | Najlepsza scena seksu grupowego     | Heaven to Hell (2005)                                            | Brad Patton, Roman Heart, Tristan Adonis, Kane O’Farrell, Joe Sport, Josh Weston, Matthew Rush, Colby Taylor i Dean Monroe | Nominacja |
| 2006 | Grabby Award                        | Najlepszy debiut                    | –                                                                | – | Nominacja |
| 2007 | Grabby Award                        | Najlepszy wykonawca                 | –                                                                | – | Nominacja |
| 2007 | Grabby Award                        | Najlepszy aktor                     | The Velvet Mafia: Part 1 (2006), The Velvet Mafia: Part 2 (2006) | – | Nominacja |
| 2007 | Grabby Award                        | Najlepszy zmienny wykonawca         | –                                                                | – | Nominacja |
| 2008 | GayVN Award                         | Wykonawca roku                      | –                                                                | – | Nominacja |
| 2008 | GayVN Award                         | Najlepszy aktor                     | The Ivy League (2007)                                            | – | Nominacja |
| 2008 | Grabby Award                        | Najlepszy aktor                     | The Ivy League (2007)                                            | Jason Ridge | Wygrana   |
| 2008 | Grabby Award                        | Najlepsza scena seksu grupowego     | The Ivy League (2007)                                            | Ryan Wade, Tony Martin i Zackary Ryan                                                                                      | Nominacja |
| 2008 | Grabby Award                        | Najlepsza scena rimmingu            | The Ivy League (2007)                                            | Ryan Wade, Tony Martin i Zackary Ryan                                                                                      | Nominacja |
| 2008 | Grabby Award                        | Najlepszy zmienny wykonawca         | –                                                                | – | Wygrana   |
| 2009 | XBIZ Award                          | Wykonawca roku GLBT                 | –                                                                | – | Nominacja |
| 2009 | Grabby Award                        | Najlepszy blog porno                | –                                                                | – | Nominacja |
| 2009 | Hookies International Escort Awards | Najlepszy całkowity towar eskortowy | –                                                                | – | Nominacja |
| 2010 | JRL Gay Film Award                  | Najlepszy aktor roku                | Asylum (2009)                                                    | – | Wygrana   |
| 2010 | XBIZ Award                          | Gejowski aktor roku                 | –                                                                | – | Nominacja |